# Georg Faust
Georg Faust est un violoncelliste allemand né à Cologne en 1956.
Il a été violoncelle solo des orchestres symphoniques de Hambourg (1980), puis de la NDR (1983), avant d'être nommé premier violoncelle solo de l'orchestre philharmonique de Berlin. Georg Faust occupe encore ce poste à ce jour (2008). Il est également membre du nouvel orchestre du Festival de Lucerne et du groupe des « 12 cellisten der Berliner Philharmoniker ». Il a joué en tant que soliste sous la direction de prestigieux chefs d'orchestre dont Bernard Haitink, Claudio Abbado ou Daniel Barenboim.